# Fortunato Depero

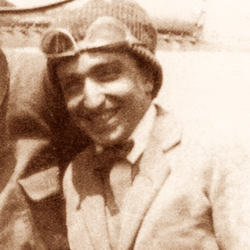
Fortunato Depero in 1922

Fortunato Depero (Fondo, 30 maart 1892 – ?, 29 november 1960) was een Italiaanse schrijver, beeldhouwer, grafisch ontwerper, illustrator en schilder.

## Leven
De kunstenaar woonde aan het begin van zijn loopbaan in Rovereto. Gedurende die periode bestond zijn werk vooral uit sociaal realistische en symbolische voorstellingen. Toen hij in 1914 verhuisde naar Rome, ontmoette hij de futurist Giacomo Balla. Samen met hem schreef hij in 1915 het manifest ‘De futuristische reconstructie van het universum’. Dit werk schiep de theoretische voorwaarden voor de heropleving van het futurisme na de Eerste Wereldoorlog. In diezelfde periode maakte hij ook theaterkostuums en werkte hij als scenograaf bij het Ballets Russes van Diaghilev.
In 1919 richtte Fortunato Depero een eigen futuristisch huis op: het Casa d’Arta. Hiervoor ontwierp hij wandtapijten, drukwerk, meubilair en siervoorwerpen. In de jaren twintig was zijn werk op verschillende tentoonstellingen te zien. In 1928 verhuisde hij uiteindelijk naar New York. Daar ontwierp hij covers voor enkele magazines zoals Vogue en Movie Maker. Ook werd hij er bekend door zijn kostuumontwerpen.

Tijdens zijn verblijf in New York kreeg hij tevens de kans om twee restaurants in te richten (deze restaurants werden echter gesloopt voor het bouwen van het Rockefeller Center). In 1930 keerde hij uiteindelijk terug naar Italië, waar hij zich toespitst op de grafische kunst en reclame. Zo werkte hij onder andere voor de firma Campari. In 1932 ontwierp hij een kegelvormig flesje voor de drankfirma en een jaar later ging zijn tijdschrift Dinamo voor het eerst ter perse. 

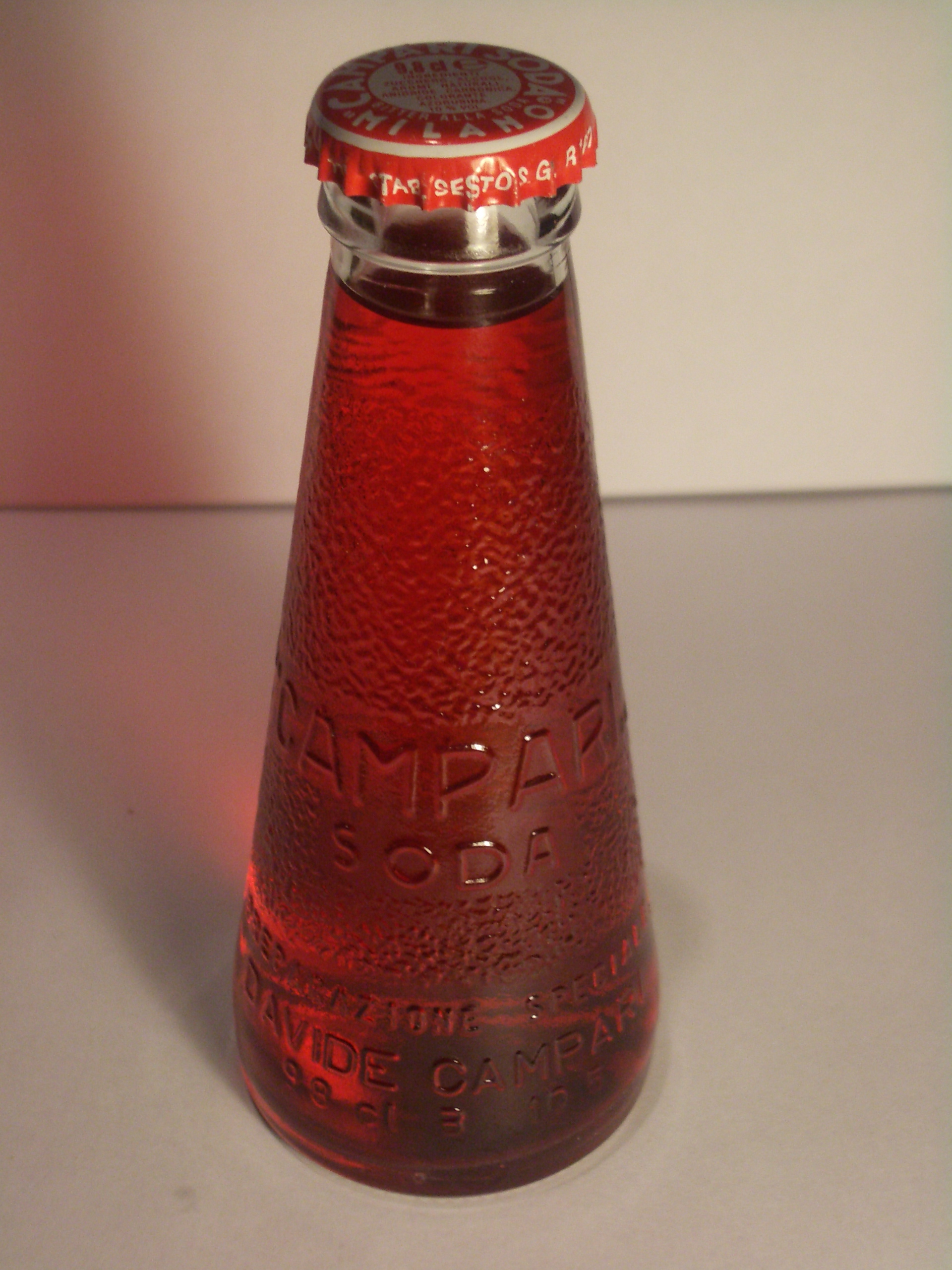
Het kegelvormige Campariflesje, ontworpen door Fortunato Depero (1932)

 In de jaren 1930-1940 bleef Depero ook actief in het futurisme. In deze periode was dat niet zo vanzelfsprekend aangezien het futurisme vaak gelinkt werd aan het fascisme. Na de Tweede Wereldoorlog kreeg hij problemen met de Europese autoriteiten en in 1947 verhuisde hij terug naar New York. In datzelfde jaar verhuisde hij nog naar New Milford (Connecticut). Daar maakte hij vooral plannen om zijn eigen museum te openen. Twee jaar na zijn aankomst in de Verenigde Staten, keerde Depero terug naar Revereto. In 1959 werd uiteindelijk de Galleria Museo Fortunato Depero geopend. Voor Revereto was dit de kers op de taart. Niet veel later, in 1960, overleed Fortunato Depero te Rovereto.
Het grootste deel van zijn collectie werd aan de gemeente Rovereto geschonken. Ook zijn veel van zijn werken te zien in de permanente collectie van het Mart (Museo di arte moderna e contemporanea di Trento e Rovereto).

## Boeken
In 1927 publiceerde Depero een overzicht van zijn werk van 1913 tot en met 1927. Het werk kreeg de naam ‘libro bullonato’ (‘in elkaar geschroefd boek’) omdat de bladzijden letterlijk door schroeven bij elkaar gehouden werden. Het wordt in Milaan uitgegeven bij Dinamo-Azari. In 1940 wordt zijn autobiografie uitgegeven, genaamd ‘Fortunato Depero nelle opere e nella vita’ (Fortunato Depero, zijn werk en zijn leven).

## Depero’s werk
Fortunato Depero gebruikte vooral abstracte vormen en heldere kleuren. Dit deed hij zowel voor zijn schilderkunst, zijn grafische kunst als voor al zijn andere werken. Wanneer hij in 1916 het ballet ‘Minismagia’ schrijft, ontwerpt hij daar ook de bijbehorende kostuums bij. In Minismagia veranderen de handelende personen in marionetten. Voor de ‘Dansersmechaniek’ (1917) baseert Depero zich op dit idee. Twee marionetten worden op een groengekleurde achtergrond weergegeven. De gestalten worden geabstraheerd en de lichaamsdelen vertonen nog maar weinig menselijke kenmerken. De man wordt aan de linkerkant uitgebeeld in het grijs. Hij bestaat uit een metalige buizenconstructie. De vrouwengestalte wordt aan de rechterkant uitgebeeld en bestaat eerder uit bonte cilinders. De man tilt de vrouw op, wat een dans suggereert. Dit werk is typisch voor de eerste helft van de 20ste eeuw. Ideeën over kruisingen tussen mens en machine lopen op dat moment sterk uiteen. Depero ziet de mechanische mens vooral als marionetten.
Ook het houten sculptuur ‘Costruzione di bambina’ (constructie van een meisje, 1917) verwijst naar het mechanisch wezen. Verschillende houten elementen (blokken, cilinders, driehoeken, …) worden gecombineerd. Op deze manier wordt er een sterk geabstraheerde figuur gecreëerd. Het meisje staat slechts op één been. Op deze manier wil Depero een draaiing aantonen (dit doet hij in verschillende werken). Beweging en spel worden door deze weergave gevisualiseerd.
- Art Gallery of South Australia: 10873
- Biblioteca Nacional de España: XX904651
- Bibliothèque nationale de France: cb12018963z (data)
- Catàleg d'autoritats de noms i títols de Catalunya: 981058508027506706
- CiNii: DA04533900
- Gemeinsame Normdatei: 118848828
- International Standard Name Identifier: 0000 0001 2121 4559
- Library of Congress Control Number: n82233163
- MusicBrainz: ab8afee3-c95d-4451-bd92-cf08ee4e7c3c
- Musée national d'archéologie, d'histoire et d'art: lkl003555
- Bibliotheek van het Japanse parlement: 00814154
- Nationale Bibliotheek van Tsjechië: uk20181009766
- Nationale bibliotheek van Australië: 35709060
- Nationale Bibliotheek van Israël: 987007457578005171
- Nederlandse Thesaurus van Auteursnamen: 068686889
- PIC: 337005
- Réseau des bibliothèques de Suisse occidentale: 02-A003170274
- RKD-Nederlands Instituut voor Kunstgeschiedenis: 22014
- Istituto Centrale per il Catalogo Unico: CFIV045589
- LIBRIS: 343305
- SNAC: w6tm93sf
- Système universitaire de documentation: 028332105
- Trove: 1052089
- Union List of Artist Names: 500017004
- Virtual International Authority File: 14782093
- WorldCat: E39PBJkhFTJdvbpyV4j8BYXGHC